# Pomnik Amfitryty w Szczecinie
Pomnik Amfitryty – neobarokowy pomnik (w kształcie fontanny) bogini Amfitryty dłuta berlińskiego rzeźbiarza Reinholda Felderhoffa. W latach 1902–1932 stał przed Bramą Portową w Szczecinie u zbiegu trzech ulic: średniowiecznego traktu przecinającego Stare Miasto (dzisiaj ul. Wyszyńskiego), pruskiego Zielonego Placu Parad (dzisiejsza al. Niepodległości) i dawnej ulicy Lipowej (obecnie al. 3 Maja), która była osią Nowego Miasta, pierwszej dziewiętnastowiecznej dzielnicy Szczecina. W tym czasie był to ruchliwy i reprezentacyjny punkt miasta.

## Projekt
Pomnik został wykonany prawdopodobnie z piaskowca. Ogólna kompozycja wywodziła się z wersalskiej fontanny Apollina i przedstawiała nagą boginię, która stała na rydwanie w kształcie muszli. Rydwan był powożony przez dwa rumaki i „pędził” w stronę Odry. Spienione wody fontanny wpadały do płytkiego basenu fontanny w którym brodziło ptactwo wodne.

## Historia
Pomnik odsłonięto w roku 1902. W 1929 w związku z przebudową ulicy w tej części miasta okazało się, że pomnik przeszkadza w sprawnej komunikacji w związku z czym 12 października 1932 pomnik i fontannę zdemontowano i przekazano Muzeum Miejskiemu. Oficjalnym powodem rozebrania pomnika były protesty szczecińskich dewotek, których zdaniem nagość bogini powodowała publiczne zgorszenie. Części pomnika zaginęły i nie są znane jego dalsze losy.